# Comtat de Richland (Illinois)
Richland és un comtat a l'estat d'Illinois, als Estats Units. Al cens del 2020 tenia 15.813 habitants. La seva seu de comtat és Olney.

## Història
El comtat de Richland es va establir el 1841 a partir de porcions de la part est del comtat de Clay i la part oest del comtat de Lawrence. Rebé el nom del comtat de Richland, Ohio, d'on emigraren molts dels primers colons.

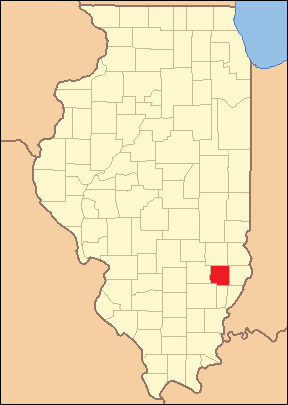
El comtat de Richland en el moment de la seva creació el 1841

## Geografia
Segons l'Oficina del Cens el comtat té una superfície de 362 milles quadrades (940 km2) de les quals 360 milles quadrades (930 km2) son terra ferma.  i 1.9 milles quadrades (4.9 km2), un 0,5%, son cobertes per les aigües.
En els darrers anys les temperatures mitjanes a Olney (la seu del comtat) han oscil·lat entre una mínima de 19 °F (−7 °C) al gener fins a una màxima de 88 °F (31 °C) al juliol, tot i que el febrer de 1951 es registrà el mínim històric de −25 °F (−32 °C); i el juliol de 1936 es produí la màxima temperatura de 112 °F (44 °C). La precipitació mensual mitjana ha oscil·lat entre 2.73 polzades (69 mm) al febrer fins a 4.76 polzades (121 mm) al maig.

### Entitats de població
Ciutat
- Olney (seu)

Villages
- Calhoun
- Claremont
- Noble
- Parkersburg

Comunitats no incorporades
- Berryville
- Dundas
- Elbow
- Wynoose

Townships
El comtat de Richland inclou nou townships :
- Bonpas
- Claremont
- Decker
- Denver
- German
- Madison
- Noble
- Olney
- Preston

### Comtats adjacents
- Comtat de Jasper (nord)
- Comtat de Crawford (nord-est)
- Comtat de Lawrence (est)
- Comtat de Wabash (sud-est)
- Comtat d'Edwards (sud)
- Comtat de Wayne (sud-oest)
- Comtat de Clay (oest)

## Demografia
Al cens del 2010 al comtat constaven 16.233 persones, 6.726 llars i 4.438 famílies. El 2020 la població havia disminuït a 15.813 persones. La densitat de població del 2010 era de 45.1 habitants per milla quadrada (17.4/km2) disminuint a 43.1 habitants per milla quadrada (16.6/km2).  El 2010 hi havia 7.513 habitatges, en comparació amb els 7.364 del 2020, amb una densitat mitjana de 20.9 per milles quadrades (8.1/km2) El perfil racial del comtat el 2010 era d'un 97,3% de blancs (94,2%, 2020), un 0,7% asiàtics (0,8%, 2020 ), un 0,5% negres o afroamericans (igual, 2020), un 0,2% amerindis (igual, 2020), 0,4% (0,5%, 2020) d'altres races i un 0,9% de dues o més races (3,7%, 2020). Els d'origen hispà o llatí representaven l'1,3% (1,7%, 2020) de la població.   Pel que fa a l'ascendència, el 29,6% eren alemanys, l'11,7% eren nord-americans, l'11,4% eren anglesos i el 9,2% eren irlandesos.
Dels 6.726 al 28,9% hi vivien menors de 18 anys, el 51,7% eren parelles casades vivint juntes, el 9,6% tenien una dona cap de família sense marit present, el 34,0% no eren famílies i el 29,3% de totes les llars estaven formades per una sola persona. La mida mitjana de les llars era de 2,36 persones i la mida mitjana dels habitatges ocupats per famílies era de 2,88. L'edat mediana era de 42,1 anys.
Al comtat la renda mediana per llar era de 41.917 dòlars i la renda mediana per família era de 53.853 dòlars. Els homes tenien una renda mediana de 41.058 dòlars enfront dels 31.296 dòlars de la de les dones. La renda per càpita del comtat era de 22.874 dòlars. Un 9,5% de les famílies i el 13,8% de la població estaven per sota del llindar de pobresa, entre aquests el 15,1% dels menors de 18 anys i l'11,9% dels majors de 65 anys. Richland és el comtat més assequible d'Illinois on comprar un cotxe i és de mitjana 932 dòlars més barat que altres comtats d'Illinois.

## Eleccions presidencials
Els votants de Richland exhibeixen un vot tendent al candidat republicà a les eleccions presidencials, tanmateix el marge respecte al candidat demòcrata s'ha anat eixamplant durant el segle XXI.